# Palazzetto dei Nobili

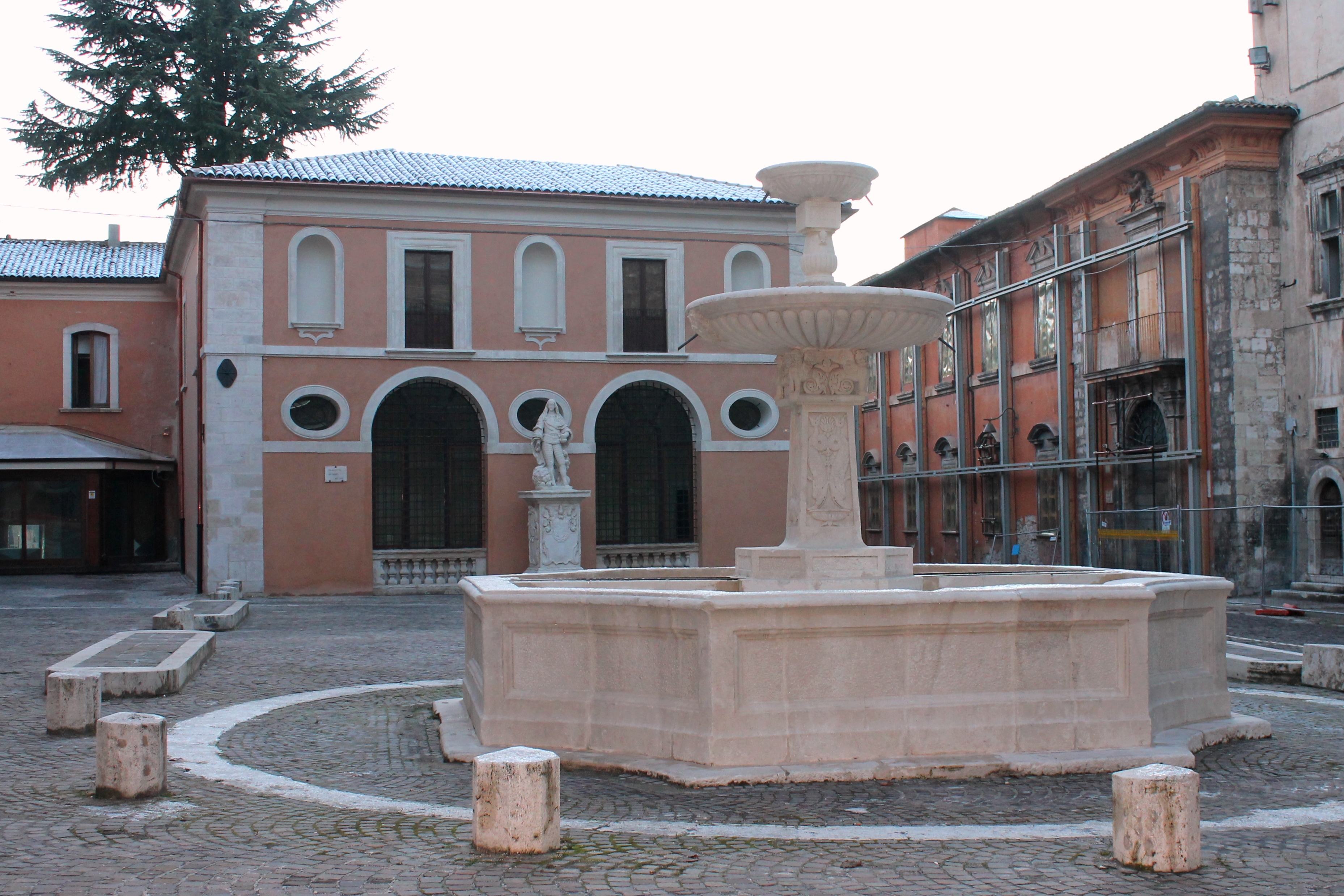
Vista del palacio restaurado

El Palazzo della Congregazione dei Nobili (Palacio de la Congregación de los Nobles), más conocido como el Palazzetto dei Nobili (Palacio de los Nobles) o Oratorio dei Nobili (Oratorio de los Nobles), es un palacio histórico de L’Aquila (Italia), construido en estilo manierista entre 1708 y 1715. Este Palacio está ubicado en L'Aquila, en la plaza de Santa Margherita, 2.

## Historia
El Palacio de los Nobles es un típico ejemplo de la arquitectura manierista italiana. Después del terremoto de L'Aquila de 2009, el palacio fue restaurado y reinaugurado en septiembre de 2012.
Hoy el Palacio de la Congregación de los Nobles es la sede de la Comité de Elección de la Capital Europea de la Cultura. En el Palacio de los Nobles, el municipio de L'Aquila organiza importantes exposiciones de arte. 